# جنگل (فیلم ۱۹۱۴)
جنگل (انگلیسی: The Jungle) فیلمی به کارگردانی جرج اروینگ و آگوستوس توماس است که در سال ۱۹۱۴ منتشر شد. از بازیگران آن می‌توان به جرج اروینگ و آپتن سینکلر اشاره کرد.